# Nagroda Stowarzyszenia Autorów Zdjęć Filmowych
Nagroda Stowarzyszenia Autorów Zdjęć Filmowych, ang. Polish Society of Cinematographers Award, PSC Award – doroczna, wręczana od 2012 roku, nagroda przyznawana przez Stowarzyszenia Autorów Zdjęć Filmowych dla najlepszych autorów zdjęć filmowych.

## Laureaci i nominowani
| Rok  | Operator filmowy filmu fabularnego | Film                       | Nagroda za całokształt twórczości | Nagroda specjalna                            |
| ---- | ---------------------------------- | -------------------------- | --------------------------------- | -------------------------------------------- |
| 2012 |                                    |                            |                                   | Marek Żydowicz                               |
| 2013 | Arkadiusz Tomiak                   | Obława                     | Jerzy Wójcik                      | Krystyna Janda                               |
| 2013 | Radosław Ładczuk                   | Jesteś Bogiem              | Jerzy Wójcik                      | Krystyna Janda                               |
| 2013 | Piotr Sobociński jr.               | Róża                       | Jerzy Wójcik                      | Krystyna Janda                               |
| 2013 | Ryszard Lenczewski                 | Kobieta z piątej dzielnicy | Jerzy Wójcik                      | Krystyna Janda                               |
| 2013 | Jolanta Dylewska                   | W ciemności                | Jerzy Wójcik                      | Krystyna Janda                               |
| 2014 | Ryszard Lenczewski Łukasz Żal      | Ida                        | Witold Sobociński                 | Tadeusz Konwicki Andrzej Wajda               |
| 2014 | Paweł Dyllus                       | Chce się żyć               | Witold Sobociński                 | Tadeusz Konwicki Andrzej Wajda               |
| 2014 | Adam Bajerski                      | Imagine                    | Witold Sobociński                 | Tadeusz Konwicki Andrzej Wajda               |
| 2014 | Piotr Sobociński jr.               | Drogówka                   | Witold Sobociński                 | Tadeusz Konwicki Andrzej Wajda               |
| 2014 | Krzysztof Ptak Wojciech Staroń     | Papusza                    | Witold Sobociński                 | Tadeusz Konwicki Andrzej Wajda               |
| 2015 | Piotr Sobociński jr.               | Bogowie                    | Wiesław Zdort                     | Roman Gutek Agnieszka Holland Kazimierz Kutz |
| 2015 | Kacper Fertacz                     | Hardkor Disko              | Wiesław Zdort                     | Roman Gutek Agnieszka Holland Kazimierz Kutz |
| 2015 | Tomasz Madejski                    | Pod Mocnym Aniołem         | Wiesław Zdort                     | Roman Gutek Agnieszka Holland Kazimierz Kutz |
| 2015 | Marian Prokop                      | Miasto 44                  | Wiesław Zdort                     | Roman Gutek Agnieszka Holland Kazimierz Kutz |
| 2015 | Arkadiusz Tomiak                   | Stacja Warszawa            | Wiesław Zdort                     | Roman Gutek Agnieszka Holland Kazimierz Kutz |
| 2016 | Arkadiusz Tomiak                   | Karbala                    | Bogdan Dziworski                  | Allan Starski                                |
| 2016 | Michał Englert                     | Body/Ciało                 | Bogdan Dziworski                  | Allan Starski                                |
| 2016 | Marcin Koszałka                    | Czerwony pająk             | Bogdan Dziworski                  | Allan Starski                                |
| 2016 | Łukasz Żal                         | Intruz                     | Bogdan Dziworski                  | Allan Starski                                |
| 2016 | Jakub Kijowski                     | Córki dancingu             | Bogdan Dziworski                  | Allan Starski                                |
| 2016 | Paweł Flis                         | Demon                      | Bogdan Dziworski                  | Allan Starski                                |
| 2016 | Krzysztof Ptak                     | Sąsiady                    | Bogdan Dziworski                  | Allan Starski                                |
| 2017 | Paweł Dyllus                       | Jestem mordercą            | Krzysztof Ptak                    | Zbigniew Preisner                            |
| 2017 | Jerzy Zieliński                    | Letnie przesilenie         | Krzysztof Ptak                    | Zbigniew Preisner                            |
| 2017 | Kacper Fertacz                     | Ostatnia rodzina           | Krzysztof Ptak                    | Zbigniew Preisner                            |
| 2017 | Sławomir Idziak                    | Opowieść o miłości i mroku | Krzysztof Ptak                    | Zbigniew Preisner                            |
| 2017 | Piotr Sobociński jr.               | Wołyń                      | Krzysztof Ptak                    | Zbigniew Preisner                            |
| 2018 | Wojciech Staroń                    | Świt                       | Sławomir Idziak                   | Janusz Gajos                                 |
| 2018 | Tomasz Naumiuk                     | Amok                       | Sławomir Idziak                   | Janusz Gajos                                 |
| 2018 | Michał Englert                     | Maria Skłodowska-Curie     | Sławomir Idziak                   | Janusz Gajos                                 |
| 2018 | Piotr Sobociński jr.               | Cicha noc                  | Sławomir Idziak                   | Janusz Gajos                                 |
| 2018 | Jolanta Dylewska Rafał Paradowski  | Pokot                      | Sławomir Idziak                   | Janusz Gajos                                 |